# Гасен
Гасе́н или Гассен (фр. Gassin) — коммуна во Франции, в кантоне Сент-Максим округа Драгиньян, департамент Вар, регион Прованс — Альпы — Лазурный берег. С 1994 года входит в список «Самых красивых деревень Франции».
Площадь коммуны — 24,74 км², население — 2859 человек (2006) с тенденцией к стабилизации: 2818 человек (2012), плотность населения — 114,0 чел/км².

## Географическое положение
Коммуна расположена на скалистой возвышенности полуострова Сен-Тропе, приблизительно в четырёх километрах от морского побережья. До наших дней Гасен сохранил свой романтический облик благодаря узким, переплетающимся друг с другом, средневековым улочкам и переулкам. Возвышенное положение средневековой городской крепости на скалах открывает великолепный вид на живописные окрестности: горы Мор, Йерские острова, а в ясную погоду позволяет созерцать снежные вершины французских Альп.

## Население
Население коммуны в 2011 году составляло — 2832 человека, а в 2012 году — 2818 человек.
| 1962 | 1968 | 1975 | 1982 | 1990 | 1999 | 2005 | 2006 | 2010 | 2011 | 2012 |
| ---- | ---- | ---- | ---- | ---- | ---- | ---- | ---- | ---- | ---- | ---- |
| 804  | 1107 | 1519 | 2017 | 2622 | 2710 | 2800 | 2859 | 2853 | 2832 | 2818 |

Динамика населения:

## Экономика
В 2010 году из 1817 человек трудоспособного возраста (от 15 до 64 лет) 1330 были экономически активными, 487 — неактивными (показатель активности 73,2 %, в 1999 году — 71,9 %). Из 1 330 активных трудоспособных жителей работали 1 160 человек (619 мужчин и 541 женщина), 170 числились безработными (68 мужчин и 102 женщины). Среди 487 трудоспособных неактивных граждан 106 были учениками либо студентами, 161 — пенсионерами, а ещё 220 — были неактивны в силу других причин.
На протяжении 2010 года в коммуне числилось 1403 облагаемых налогом домохозяйства, в которых проживало 3097 человек. При этом медиана доходов составила 21 тысяча 286,5 евро на одного налогоплательщика.

## Известные уроженцы
В Гасене родились французские актрисы Эммануэль Беар и Сара Бьязини, а также футболист Давид Жинола.